# Manihot
Manihot ist eine Pflanzengattung aus der Familie der Wolfsmilchgewächse (Euphorbiaceae). Trivialnamen für diese Pflanzenarten sind Maniok, Mandioka, Kassava oder in Lateinamerika Yuca. In der Gattung Manihot werden etwa 60 bis 100 Arten unterschieden. Einige Arten werden in den Tropen als Stärkelieferanten angebaut. All die angebauten Arten werden mit dem obigen Namen, abhängig von Regionen, bezeichnet. Die wichtigste Art ist der Maniok (Manihot esculenta). Der Anbau der Pflanze ist wegen ihrer stärkehaltigen Wurzel weit verbreitet. Sie stammt ursprünglich aus dem heutigen Brasilien und Paraguay und wurde schon vor der Entdeckung Amerikas durch die Europäer von den Ureinwohnern zur Ernährung verwendet. Mittlerweile wird sie weltweit in vielen Teilen der Tropen und Subtropen angebaut.

## Beschreibung
Manihot-Arten sind Bäume, Sträucher, Halbsträucher oder krautige Pflanzen. Sie enthalten weißen Milchsaft. Einige Arten besitzen Wurzelknollen. Die wechselständigen Laubblätter sind einfach oder handförmig geteilt. Die Blattstiele sind lang. Die Nebenblätter sind klein.
Die Pflanzen sind meist einhäusig getrenntgeschlechtig (monözisch), selten zweihäusig getrenntgeschlechtig (diözisch). Die Blüten stehen zu mehreren in einfachen oder zusammengesetzten, oft terminalen traubigen oder trugdoldigen Blütenständen. Die eingeschlechtigen Blüten sind fünfzählig. Die Blütenhülle besteht nur aus fünf Kelchblättern, Kronblätter fehlen. Die männlichen Blüten enthalten acht bis 15 freie Staubblätter in zwei Kreisen. Die weiblichen Blüten enthalten außer dem Stempel auch manchmal einige Staminodien. Sie bilden dreifächerige Kapselfrüchte.

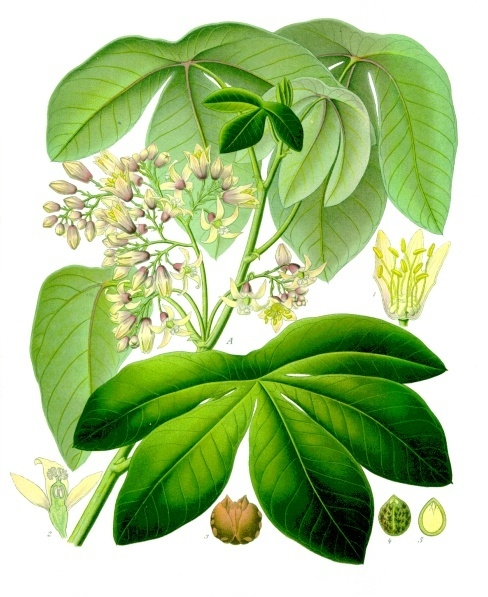
Manihot glaziovii Müll. Arg., Syn.: Manihot carthagenensis subsp. glaziovii (Müll. Arg.) Allem., Illustration

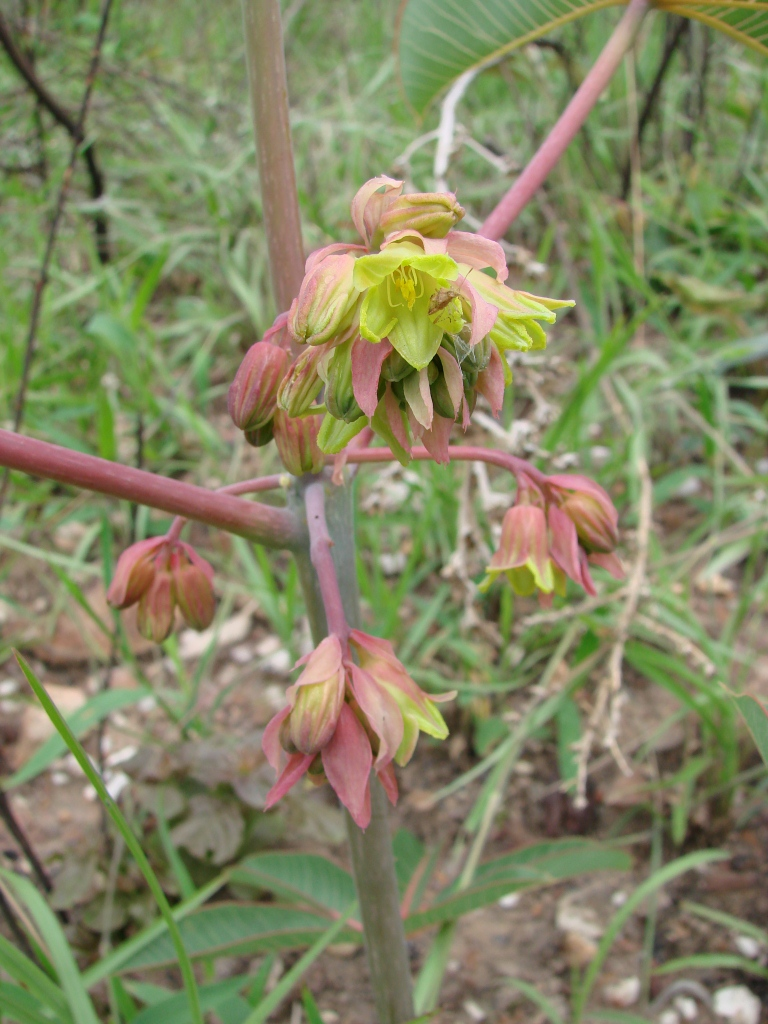
Manihot cecropiifolia, Blüte

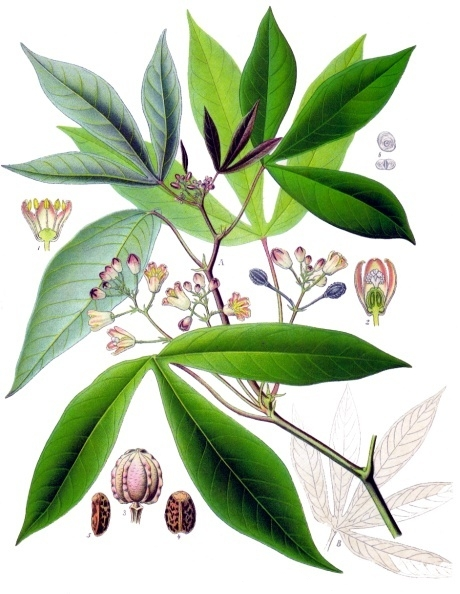
Maniok (Manihot esculenta), Illustration

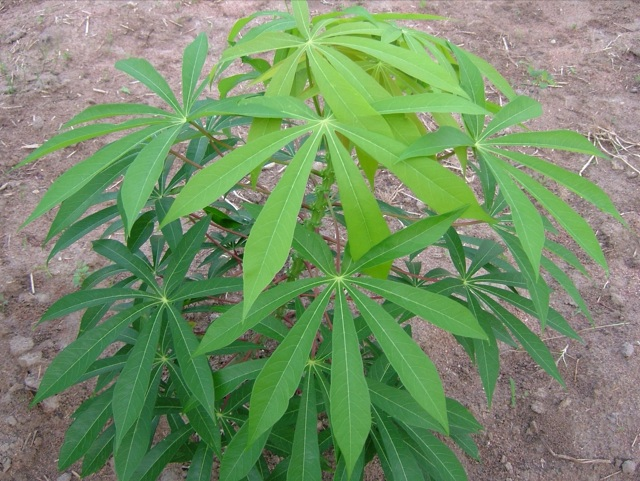
Maniok (Manihot esculenta), Jungpflanze

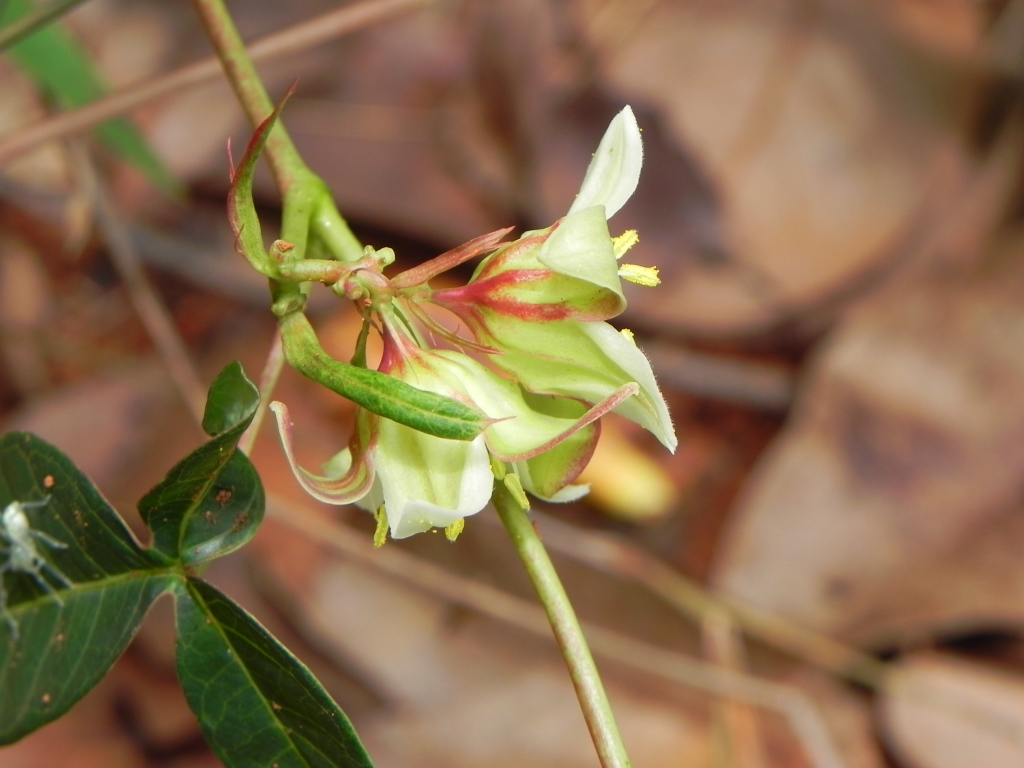
Manihot gracilis, Blüte

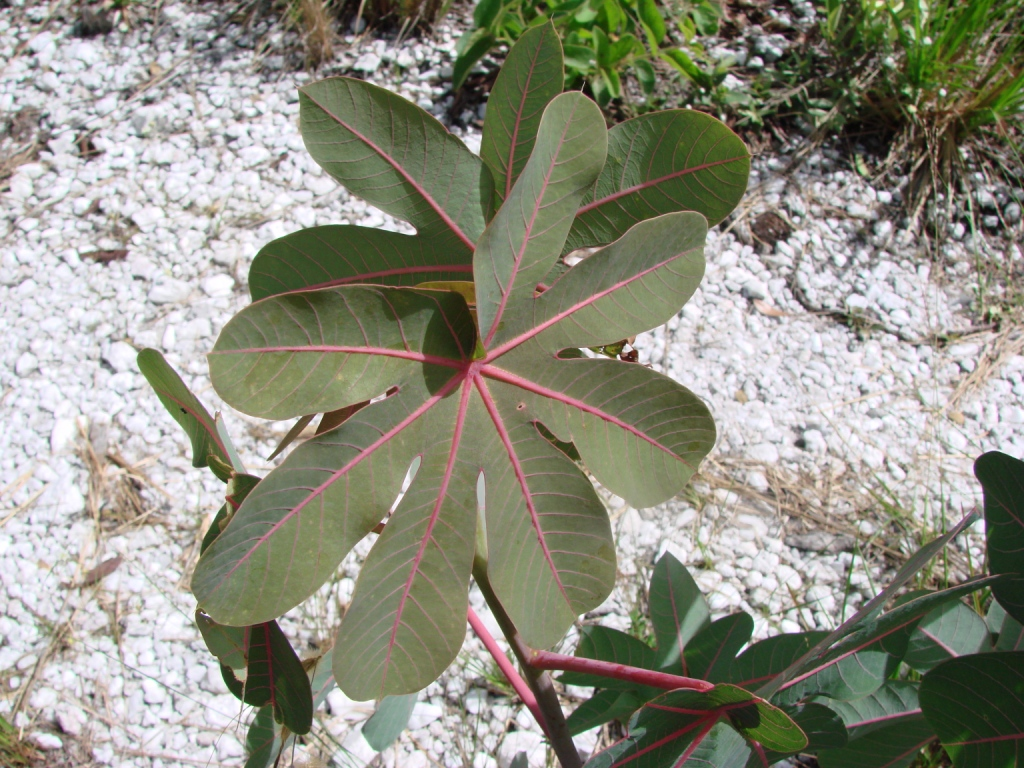
Manihot peltata, Blätter

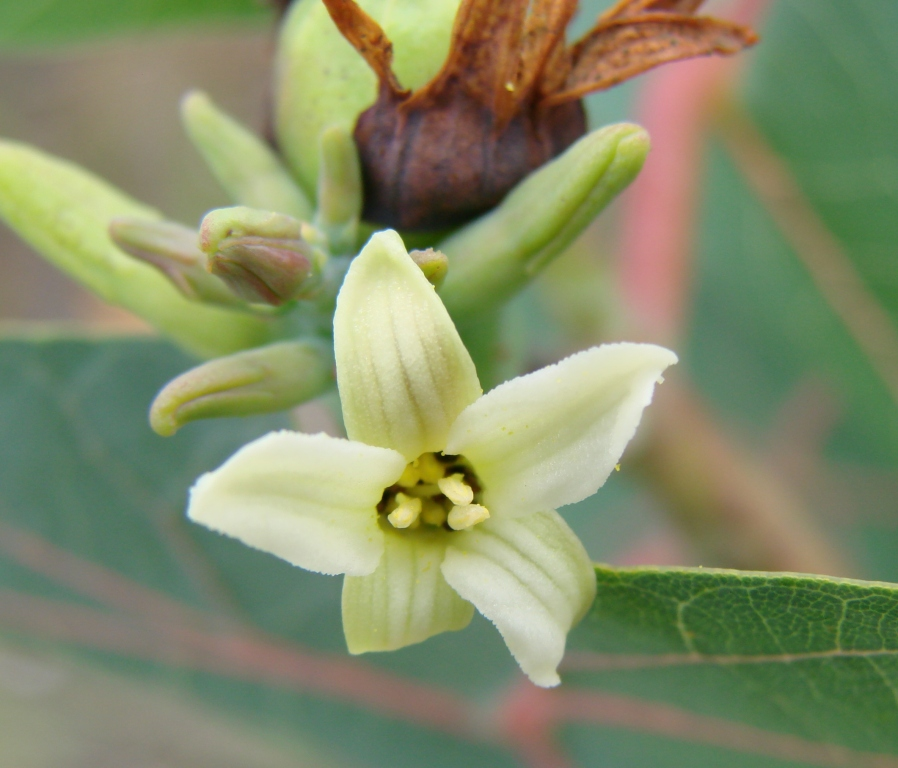
Manihot peltata, Blüte

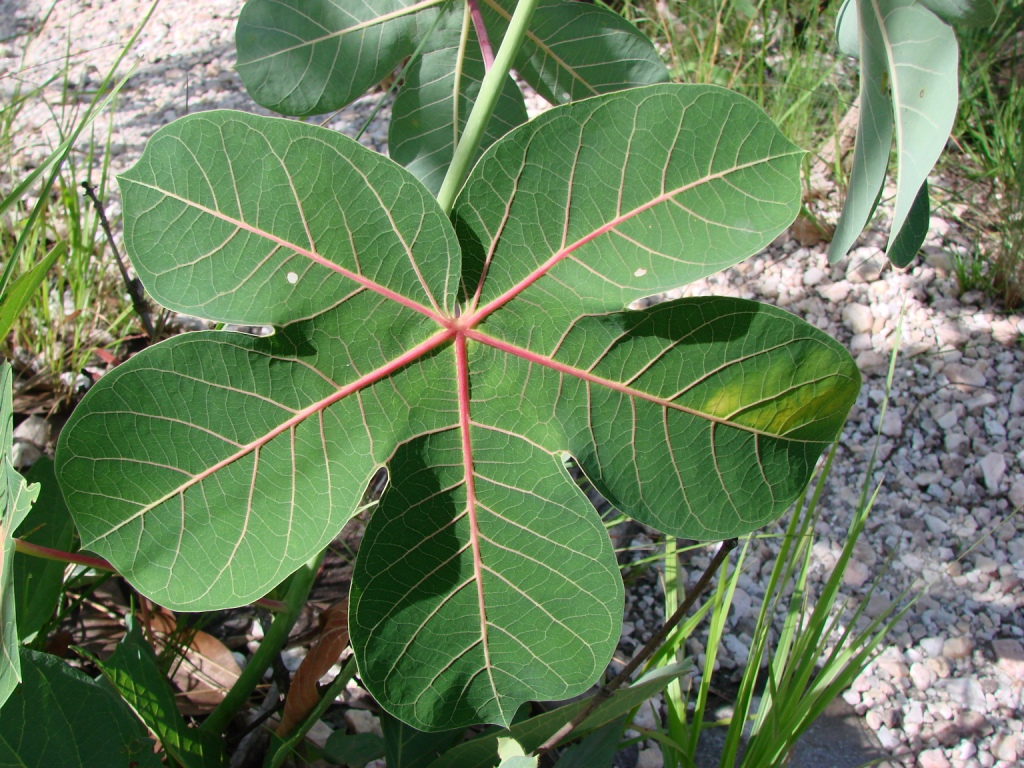
Blatt von Manihot quinqueloba

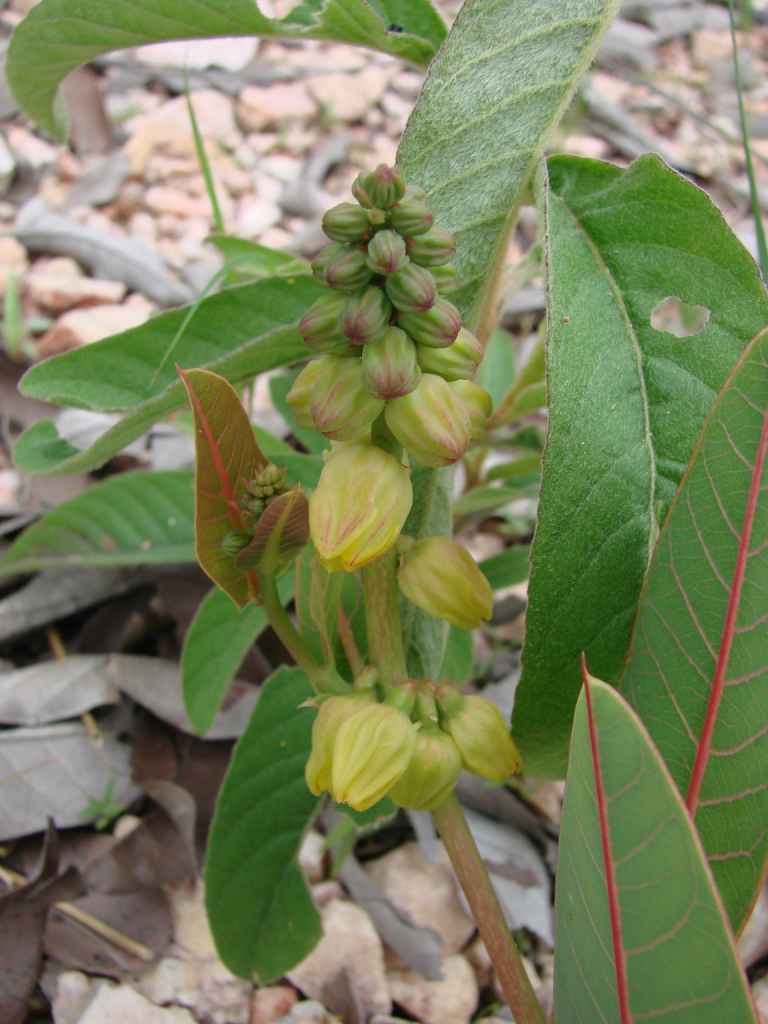
Manihot salicifolia

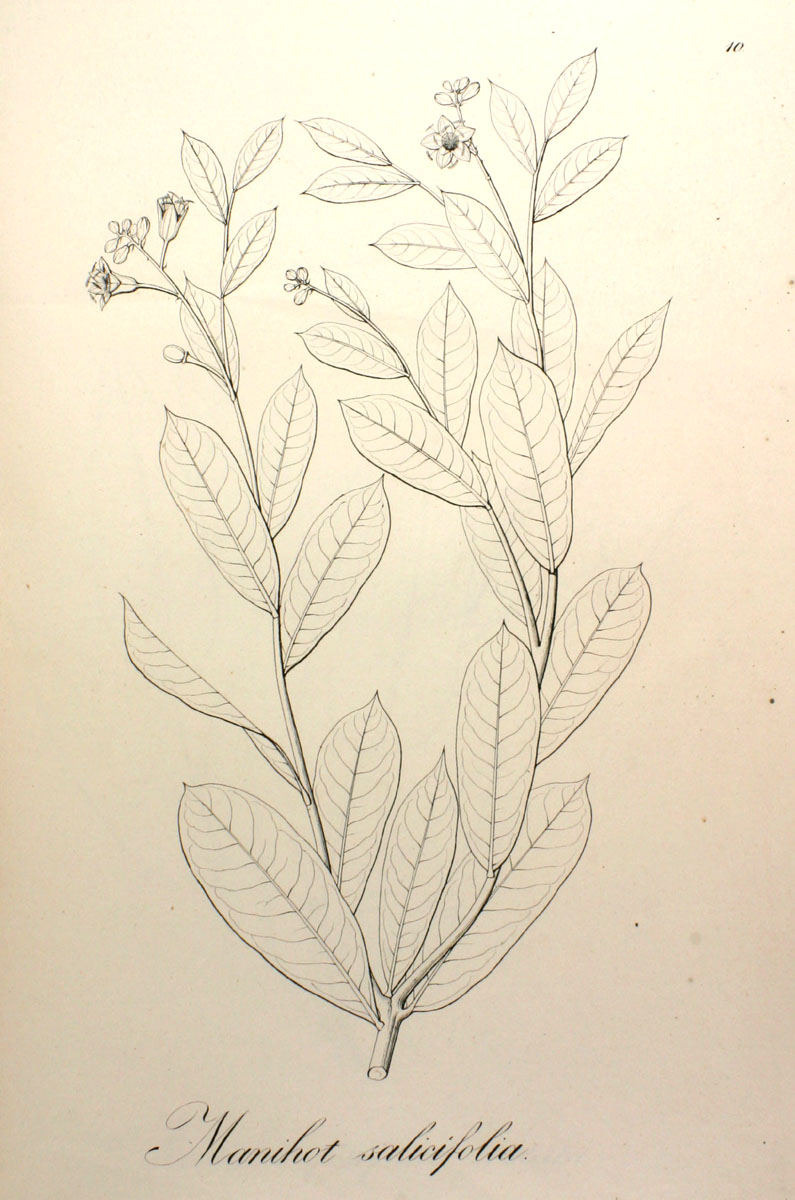
Manihot salicifolia, Illustration

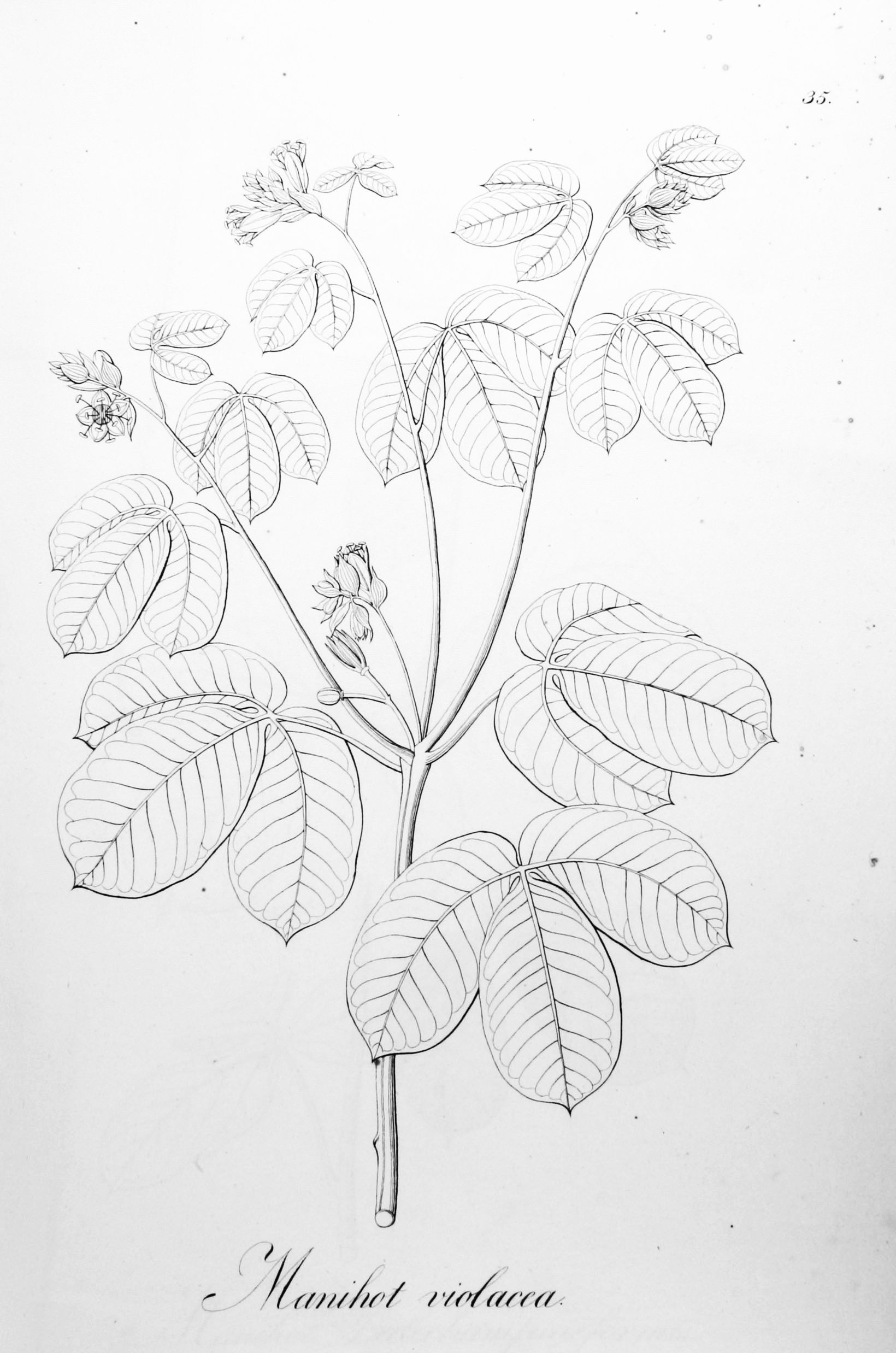
Manihot violacea, Illustration

## Systematik
Die Gattung Manihot wurde 1754 durch den englischen Botaniker Philip Miller aufgestellt. Innerhalb der Gattung werden heute etwa 60 bis 100 Arten unterschieden, die alle aus der Neotropis stammen, meist aus Brasilien.
In der folgenden Auflistung der rund 100 anerkannten Arten ist neben dem botanischen Autorkürzel auch die Veröffentlichung mit Erscheinungsjahr der Erstbeschreibung angegeben samt dem Verbreitungsgebiet:
- Manihot acuminatissima Müll.Arg. in C.F.P.von Martius & auct. suc. (eds.), Fl. Bras. 11(2): 455 (1874): Brasilien.[2]
- Manihot aesculifolia (Kunth) Pohl, Pl. Bras. Icon. Descr. 1: 55 (1827): Mexiko bis Panama.[2]
- Manihot allemii M.J.Silva, Nordic J. Bot. 34: 135 (2016): Brasilien.[2]
- Manihot alterniflora P.Carvalho & M.Martins, Nordic J. Bot. 36(3)-e01615: 2 (2018): Brasilien.[2]
- Manihot alutacea D.J.Rogers & Appan, Fl. Neotrop. Monogr. 13: 130 (1973): Brasilien.[2]
- Manihot angustiloba (Torr.) Müll.Arg. in A.P.de Candolle, Prodr. 15(2): 1073 (1866): Arizona bis Mexiko.[2]
- Manihot anisophylla (Griseb.) Müll.Arg., J. Bot. 12: 230 (1874): Bolivien bis Argentinien.[2]
- Manihot anomala Pohl, Pl. Bras. Icon. Descr. 1: 27 (1827): Venezuela bis Peru und Argentinien. Es gibt fünf Unterarten.[2]
- Manihot appanii M.J.Silva, Syst. Bot. 40: 168 (2015): Brasilien.[2]
- Manihot arenaria M.Mend., Brittonia 66: 108 (2013): Bolivien.[2]
- Manihot attenuata Müll.Arg. in C.F.P.von Martius & auct. suc. (eds.), Fl. Bras. 11(2): 443 (1874): Brasilien.[2]
- Manihot auriculata McVaugh, Brittonia 13: 190 (1961): Mexiko.[2]
- Manihot baccata Allem, Int. J. Pl. Sci. 160: 181 (1999): Französisch-Guayana bis nördliches und östliches Brasilien.[2]
- Manihot bellidifolia P.Carvalho & M.Martins, Syst. Bot. 39: 485 (2014): Brasilien.[2]
- Manihot boliviana Pax & K.Hoffm. in H.G.A.Engler (ed.), Pflanzenr., IV, 147, VII: 402 (1914): Bolivien.[2]
- Manihot brachyandra Pax & K.Hoffm. in H.G.A.Engler, Pflanzenr., IV, 147, XVI: 196 (1924): Brasilien.[2]
- Manihot brachyloba Müll.Arg. in C.F.P.von Martius & auct. suc. (eds.), Fl. Bras. 11(2): 451 (1874): Hispaniola, Nicaragua, Costa Rica und tropisches Südamerika.[2]
- Manihot brasiliana M.Mend. & T.B.Cavalc., Rodriguésia 69: 916 (2018): Brasilien.[2]
- Manihot breviloba P.Carvalho & M.Martins, Phytotaxa 32: 58 (2011): Brasilien.[2]
- Manihot caerulescens Pohl, Pl. Bras. Icon. Descr. 1: 56 (1827): Brasilien bis Paraguay. Es gibt vier Unterarten.[2]
- Manihot carthagenensis (Jacq.) Müll.Arg. in A.P.de Candolle, Prodr. 15(2): 1073 (1866): Südliche Karibik bis Brasilien. Es gibt drei Unterarten.[2]
- Manihot catingae Ule, Bot. Jahrb. Syst. 42: 221 (1908): Brasilien.[2]
- Manihot caudata Greenm., Proc. Amer. Acad. Arts 32: 82 (1903): Nördliches und westliches Mexiko.[2]
- Manihot cecropiifolia Pohl, Pl. Bras. Icon. Descr. 1: 49 (1827): Brasilien.[2]
- Manihot cezarii M.Martins, Novon 24: 179 (2015): Brasilien.[2]
- Manihot chlorosticta Standl. & Goldman, Contr. U. S. Natl. Herb. 13: 375 (1911): Mexiko.[2]
- Manihot coimbrana M.Mend., Revista Soc. Boliv. Bot. 9: 8 (2016): Bolivien bis westliches Brasilien.[2]
- Manihot compositifolia Allem, Revista Brasil. Biol. 49: 650 (1989 publ. 1990): Brasilien.[2]
- Manihot condensata D.J.Rogers & Appan, Fl. Neotrop. Monogr. 13: 100 (1973): Bolivien.[2]
- Manihot confertiflora M.J.Silva, Phytotaxa 213: 133 (2015): Brasilien.[2]
- Manihot congesta M.Mend. & T.B.Cavalc., Rodriguésia 69: 919 (2018): Brasilien.[2]
- Manihot corymbiflora Pax & K.Hoffm. in H.G.A.Engler, Pflanzenr., IV, 147, II: 80 (1910): Brasilien.[2]
- Manihot crassisepala Pax & K.Hoffm. in H.G.A.Engler, Pflanzenr., IV, 147, II: 28 (1910): Mexiko.[2]
- Manihot crotalariiformis Pohl, Pl. Bras. Icon. Descr. 1: 24 (1827): Brasilien.[2]
- Manihot davisiae Croizat, J. Arnold Arbor. 23: 224 (1942): Arizona bis Mexiko.[2]
- Manihot debilis M.Mend. & T.B.Cavalc., Arnaldoa 22: 299 (2015): Brasilien.[2]
- Manihot decurrens M.Mend. & M.Martins, Novon 26: 59 (2018): Brasilien.[2]
- Manihot diamantinensis Allem, Revista Brasil. Biol. 49: 658 (1989 publ. 1990): Brasilien.[2]
- Manihot dichotoma Ule, Tropenpflanzer 11: 863 (1907): Brasilien.[2]
- Manihot divergens Pohl, Pl. Bras. Icon. Descr. 1: 41 (1827): Brasilien.[2]
- Manihot ebracteata M.Mend. & T.B.Cavalc., Phytotaxa 273: 149 (2016): Brasilien.[2]
- Manihot elongata P.Carvalho & M.Martins, Nordic J. Bot. 36(3)-e01615: 2 (2018): Brasilien.[2]
- Manihot epruinosa Pax & K.Hoffm. in H.G.A.Engler, Pflanzenr., IV, 147, XVI: 196 (1924). (Syn. Manihot floribunda Pax & K.Hoffm.): Brasilien.[2]
- Maniok (Manihot esculenta Crantz), Inst. Rei Herb. 1: 167 (1766). (Syn. Manihot edule A. Rich., Manihot loureiri Pohl, Manihot manihot (L.) Cockerell, Jatropha manihot L., Manihot melanobasis Muell. Arg.): Westliches Südamerika bis Brasilien.[2]
- Manihot fabianae M.Mend., Brittonia 66: 110 (2013): Bolivien.[2]
- Manihot falcata D.J.Rogers & Appan, Fl. Neotrop. Monogr. 13: 125 (1973): Brasilien.[2]
- Manihot fallax M.J.Silva & L.S.Inocencio, PhytoKeys 91: 141 (2017): Brasilien.[2]
- Manihot filamentosa Pittier, J. Wash. Acad. Sci. 20: 11 (1930): Nordwestliches Venezuela.[2]
- Manihot flemingiana D.J.Rogers & Appan, Fl. Neotrop. Monogr. 13: 143 (1973): Brasilien.[2]
- Manihot foetida (Kunth) Pohl, Pl. Bras. Icon. Descr. 1: 55 (1827): Mexiko.[2]
- Manihot fortalezensis Nassar, D.G.Ribeiro, Bomfim & P.T.C.Gomes, Genet. Resources Crop Evol. 58: 832 (2011): Brasilien.[2]
- Manihot fruticulosa (Pax) D.J.Rogers & Appan, Fl. Neotrop. Monogr. 13: 149 (1973): Zentrales Brasilien.[2]
- Manihot gabrielensis Allem, Revista Brasil. Biol. 49: 653 (1989 publ. 1990): Brasilien.[2]
- Manihot glaziovii Müll.Arg.: Nordöstliches Brasilien. Sie wird auch als Unterart zu Manihot carthagenensis gestellt.[2]
- Manihot gracilis Pohl, Pl. Bras. Icon. Descr. 1: 23 (1827): Zentrales Brasilien bis Paraguay. Es gibt zwei Unterarten.[2]
- Manihot grahamii Hook., Hooker’s Icon. Pl. 11: t. 530 (1843): Bolivien bis Brasilien und nördliches Argentinien.[2]
- Manihot gratiosa M.J.Silva, Nordic J. Bot. 34: 66 (2016): Brasilien.[2]
- Manihot guaranitica Chodat & Hassl., Bull. Herb. Boissier, II, 5: 671 (1905): Südöstliche Bolivien bis nördliches Argentinien.[2]
- Manihot hahnii M.Martins & T.Silveira, Molec. Phylogen. Evol. 132: 213 (2018): Brasilien.[2]
- Manihot handroana Cruz, Brogantia 26: 318 (1967): Brasilien.[2]
- Manihot hassleriana Chodat, Bull. Herb. Boissier, II, 5: 672 (1905): Paraguay.[2]
- Manihot heptaphylla Ule, Tropenpflanzer 11: 863 (1907): Brasilien.[2]
- Manihot hilariana Baill., Adansonia 4: 282 (1864): Brasilien.[2]
- Manihot hunzikeriana Mart.Crov., Bonplandia (Corrientes) 1: 273 (1964): Brasilien und Argentinien.[2]
- Manihot incisa M.Mend. & T.B.Cavalc., Rodriguésia 69: 922 (2018): Brasilien.[2]
- Manihot inflata Müll.Arg. in C.F.P.von Martius & auct. suc. (eds.), Fl. Bras. 11(2): 450 (1874): Brasilien.[2]
- Manihot irwinii D.J.Rogers & Appan, Fl. Neotrop. Monogr. 13: 137 (1973): Brasilien.[2]
- Manihot jacobinensis Müll.Arg., Linnaea 34: 205 (1865). (Syn.: Manihot occidentalis Muell. Arg., Manihot rigidifolia Pax & K. Hoffmann): Brasilien.[2]
- Manihot janiphoides Müll.Arg. in C.F.P.von Martius & auct. suc. (eds.), Fl. Bras. 11(2): 480 (1874): Brasilien.[2]
- Manihot jolyana Cruz, Brogantia 24: 360 (1965): Brasilien.[2]
- Manihot kalungae M.J.Silva & Sodré, Phytotaxa 131: 54 (2013): Brasilien.[2]
- Manihot leptophylla Pax & K.Hoffm. in H.G.A.Engler, Pflanzenr., IV, 147, II: 57 (1910): Nordliches Südamerika bis nördliches und nordöstliches Brasilien.[2]
- Manihot longepetiolata Pohl, Pl. Bras. Icon. Descr. 1: 25 (1827): Brasilien.[2]
- Manihot longiracemosa P.Carvalho & M.Martins, Syst. Bot. 39: 487 (2014): Brasilien.[2]
- Manihot lourdesiae M.J.Silva, Nordic J. Bot. 34: 69 (2016): Brasilien.[2]
- Manihot luxurians M.J.Silva, Phytotaxa 213: 135 (2015): Brasilien.[2]
- Manihot macrocarpa P.Carvalho & M.Martins, Phytotaxa 309(2): 179 (2017): Brasilien.[2]
- Manihot maguireana D.J.Rogers & Appan, Fl. Neotrop. Monogr. 13: 161 (1973). Sie kommt vom nördlichen Südamerika bis Brasilien vor. Sie wird auch als Unterart Manihot tristis subsp. saxicola (Lanj.) D.J.Rogers & Appan zu Maniho tristis gestellt.[2]
- Manihot maracasensis Ule, Bot. Jahrb. Syst. 42: 221 (1908): Brasilien.[2]
- Manihot marajoara Huber, Bol. Mus. Goeldi Hist. Nat. Ethnogr. 5: 120 (1908): Brasilien.[2]
- Manihot mcvaughii V.W.Steinm., Contr. Univ. Michigan Herb. 24: 184 (2005): Mexiko.[2]
- Manihot membranacea Pax & K.Hoffm. in H.G.A.Engler, Pflanzenr., IV, 147, III: 111 (1911): Brasilien.[2]
- Manihot michaelis McVaugh, Brittonia 13: 190 (1961): Südwestliches Mexiko.[2]
- Manihot minima M.Mend. & T.B.Cavalc., Arnaldoa 22: 303 (2015): Brasilien.[2]
- Manihot mirabilis Pax in H.G.A.Engler, Pflanzenr., IV, 147, II: 91 (1910): Paraguay.[2]
- Manihot montana M.J.Silva, Phytotaxa 403: 211 (2019): Brasilien.[2]
- Manihot mossamedensis Taub., Bot. Jahrb. Syst. 21: 442 (1896): Brasilien.[2]
- Manihot nana Müll.Arg. in C.F.P.von Martius & auct. suc. (eds.), Fl. Bras. 11(2): 448 (1874): Brasilien.[2]
- Manihot neusana Nassar, Ci. & Cult. 38: 340 (1986): Brasilien.[2]
- Manihot nogueirae Allem, Revista Brasil. Biol. 49: 656 (1989 publ. 1990): Brasilien.[2]
- Manihot oaxacana D.J.Rogers & Appan, Fl. Neotrop. Monogr. 13: 46 (1973): Mexiko.[2]
- Manihot obovata J.Jiménez Ram., Anales Inst. Biol. Univ. Nac. Autón. México, Bot. 60: 52 (1990): Mexiko.[2]
- Manihot oligantha Pax & K.Hoffm. in H.G.A.Engler, Pflanzenr., IV, 147, II: 53 (1910): Brasilien.[2]
- Manihot orbicularis Pohl, Pl. Bras. Icon. Descr. 1: 20 (1827): Brasilien.[2]
- Manihot pachycaulis M.J.Silva, Nordic J. Bot. 34: 60 (2016): Brasilien.[2]
- Manihot palmata Müll.Arg. in A.P.de Candolle, Prodr. 15(2): 1062 (1866): Brasilien.[2]
- Manihot pandurata M.Martins & M.Mend., Novon 26: 61 (2018): Brasilien.[2]
- Manihot pauciflora Brandegee, Univ. Calif. Publ. Bot. 4: 89 (1910): Mexiko.[2]
- Manihot paviifolia Pohl, Pl. Bras. Icon. Descr. 1: 52 (1827): Brasilien.[2]
- Manihot peltata Pohl, Pl. Bras. Icon. Descr. 1: 18 (1827): Brasilien.[2]
- Manihot pentaphylla Pohl, Pl. Bras. Icon. Descr. 1: 53 (1827): Brasilien bis Paraguay. Es gibt vier Unterarten.[2]
- Manihot peruviana Müll.Arg., Linnaea 34: 206 (1865): Peru.[2]
- Manihot pilosa Pohl, Pl. Bras. Icon. Descr. 1: 55 (1827): Östliches Brasilien.[2]
- Manihot pinatiloba M.Mend. & T.B.Cavalc., Rodriguésia 69: 925 (2018): Brasilien.[2]
- Manihot pohliana Müll.Arg. in C.F.P.von Martius & auct. suc. (eds.), Fl. Bras. 11(2): 464 (1874): Brasilien.[2]
- Manihot pohlii Wawra, Flora 47: 252 (1864). Brasilien.[2]
- Manihot populifolia Pax in H.G.A.Engler, Pflanzenr., IV, 147, II: 93 (1910): Bolivien und Paraguay.[2]
- Manihot porphyrantha M.Mend. & T.B.Cavalc., Rodriguésia 69: 928 (2018): Brasilien.[2]
- Manihot pringlei S.Watson, Proc. Amer. Acad. Arts 26: 148 (1891): Mexiko.[2]
- Manihot procumbens Müll.Arg., Linnaea 34: 206 (1865): Brasilien und Paraguay.[2]
- Manihot pruinosa Pohl, Pl. Bras. Icon. Descr. 1: 28 (1827). (Syn.: Manihot pseudopruinosa Pax & K.Hoffmann, Manihot burchellii Muell. Arg., Jatropa pruinosa Steudel): Brasilien.[2]
- Manihot pseudoglaziovii Pax & K.Hoffm. in H.G.A.Engler, Pflanzenr., IV, 147, XVI: 196 (1924): Brasilien.[2]
- Manihot pulchrifolius M.J.Silva, PhytoKeys 77: 102 (2017): Brasilien.[2]
- Manihot purpurea M.Mend. & T.B.Cavalc., Phytotaxa 273: 150 (2016): Brasilien.[2]
- Manihot purpureocostata Pohl, Pl. Bras. Icon. Descr. 1: 19 (1827): Brasilien.[2]
- Manihot pusilla Pohl, Pl. Bras. Icon. Descr. 1: 36 (1827): Brasilien.[2]
- Manihot quinquefolia Pohl, Pl. Bras. Icon. Descr. 1: 56 (1827). (Syn.: Jatropa quinquefolia Steudel): Brasilien.[2]
- Manihot quinqueloba Pohl, Pl. Bras. Icon. Descr. 1: 21 (1827): Brasilien.[2]
- Manihot quinquepartita Huber ex D.J.Rogers & Appan, Fl. Neotrop. Monogr. 13: 196 (1973): Brasilien.[2]
- Manihot reflexifolia P.Carvalho & M.Martins, Pl. Syst. Evol. 305: 671 (2019): Brasilien.[2]
- Manihot reniformis Pohl, Pl. Bras. Icon. Descr. 1: 56 (1827). (Syn.: Jatropa reniformis Steudel): Brasilien.[2]
- Manihot reptans Pax in H.G.A.Engler, Pflanzenr., IV, 147, II: 30 (1910): Brasilien.[2]
- Manihot rhomboidea Müll.Arg., Linnaea 34: 205 (1865): Mexiko bis Nicaragua. Es gibt zwei Unterarten.[2]
- Manihot rubricaulis I.M.Johnst., Contr. Gray Herb. 68: 90 (1923): Mexiko. Es gibt zwei Unterarten.[2]
- Manihot sagittata M.Mend. & M.Martins, Novon 26: 63 (2018): Brasilien.[2]
- Manihot sagittatopartita Pohl, Pl. Bras. Icon. Descr. 1: 22 (1827). (Syn.: Jatropha sagittato-partita Steudel): Brasilien.[2]
- Manihot salicifolia Pohl, Pl. Bras. Icon. Descr. 1: 18 (1827): Brasilien.[2]
- Manihot saxatilis M.J.Silva & Sodré, Syst. Bot. 39: 222 (2014): Brasilien.[2]
- Manihot scandens L.S.Inocencio & M.J.Silva, Syst. Bot. 41: 983 (2016): Brasilien.[2]
- Manihot sparsifolia Pohl, Pl. Bras. Icon. Descr. 1: 26 (1827): Brasilien.[2]
- Manihot stellata M.Mend., Brittonia 66: 113 (2013): Bolivien.[2]
- Manihot stipularis Pax in H.G.A.Engler, Pflanzenr., IV, 147, II: 50 (1910): Brasilien.[2]
- Manihot stricta Baill., Adansonia 4: 282 (1864): Bolivien, Peru, Brasilien.[2]
- Manihot subspicata D.J.Rogers & Appan, Fl. Neotrop. Monogr. 13: 62 (1973): Mexiko.[2]
- Manihot surinamensis D.J.Rogers & Appan, Fl. Neotrop. Monogr. 13: 80 (1973): Nördliches Südamerika.[2]
- Manihot takape De Egea Elsam, Peña-Chocarro, Mereles & Céspedes, PhytoKeys 103: 1-12 (2018): Paraguay.[2]
- Manihot tenella Müll.Arg. in C.F.P.von Martius & auct. suc. (eds.), Fl. Bras. 11(2): 484 (1874): Brasilien, Paraguay.[2]
- Manihot tomatophylla Standl., Amer. Midl. Naturalist 36: 178 (1946): Mexiko.[2]
- Manihot tombadorensis M.Mend. & T.B.Cavalc., Phytotaxa 273: 153 (2016): Brasilien.[2]
- Manihot tomentosa Pohl, Pl. Bras. Icon. Descr. 1: 50 (1827): Brasilien. Mit zwei Unterarten.[2]
- Manihot triloba (Sessé) McVaugh ex Miranda, Bol. Soc. Bot. México 29: 38 (1965): Mexiko.[2]
- Manihot tripartita (Spreng.) Müll.Arg. in A.P.de Candolle, Prodr. 15(2): 1068 (1866): Östliches Bolivien bis Brasilien und Paraguay. Mit fünf Unterarten.[2]
- Manihot triphylla Pohl, Pl. Bras. Icon. Descr. 1: 37 (1827): Brasilien.[2]
- Manihot tristis Müll.Arg. in C.F.P.von Martius & auct. suc. (eds.), Fl. Bras. 11(2): 449 (1874): Nördliches Südamerika bis nördliches Brasilien. Mit drei Unterarten.[2]
- Manihot variifolia Pax & K.Hoffm. in H.G.A.Engler, Pflanzenr., IV, 147, II: 85 (1910): Paraguay und Brasilien.[2]
- Manihot veadeirensis M.J.Silva, Syst. Bot. 39: 1161 (2014): Brasilien.[2]
- Manihot violacea Pohl, Pl. Bras. Icon. Descr. 1: 43 (1827): Brasilien. Mit zwei Unterarten.[2]
- Manihot walkerae Croizat, Bull. Torrey Bot. Club 69: 452 (1942): Texas und Mexiko.[2]
- Manihot websteri D.J.Rogers & Appan, Fl. Neotrop. Monogr. 13: 72 (1973): Mexiko.[2]
- Manihot weddelliana Baill., Adansonia 4: 281 (1864): Brasilien.[2]
- Manihot xavantinensis D.J.Rogers & Appan, Fl. Neotrop. Monogr. 13: 124 (1973): Brasilien.[2]
- Manihot zehntneri Ule, Bot. Jahrb. Syst. 50(114): 10 (1914): Brasilien.[2]

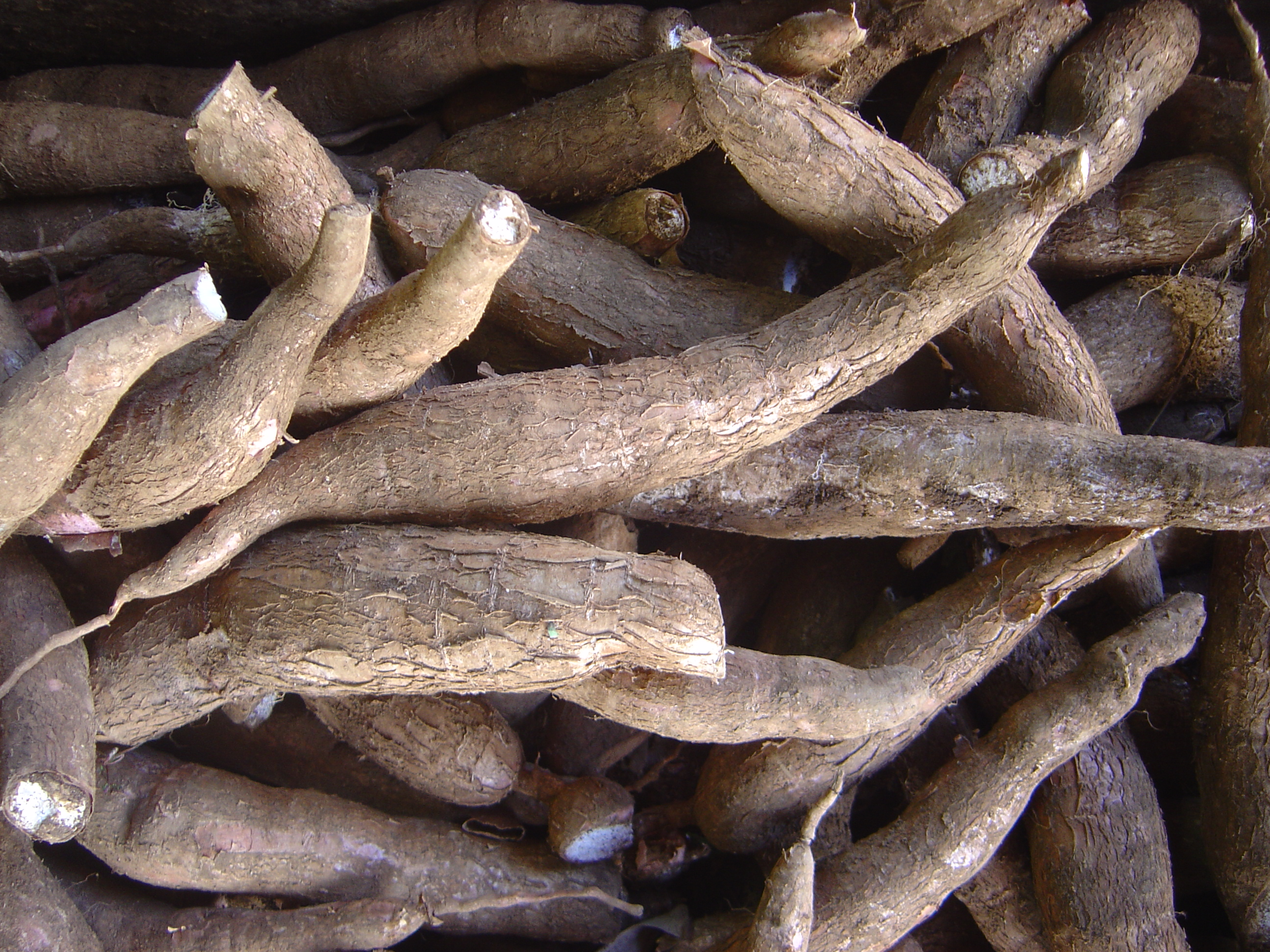
Maniok (Manihot esculenta), Rhizome nach der Ernte

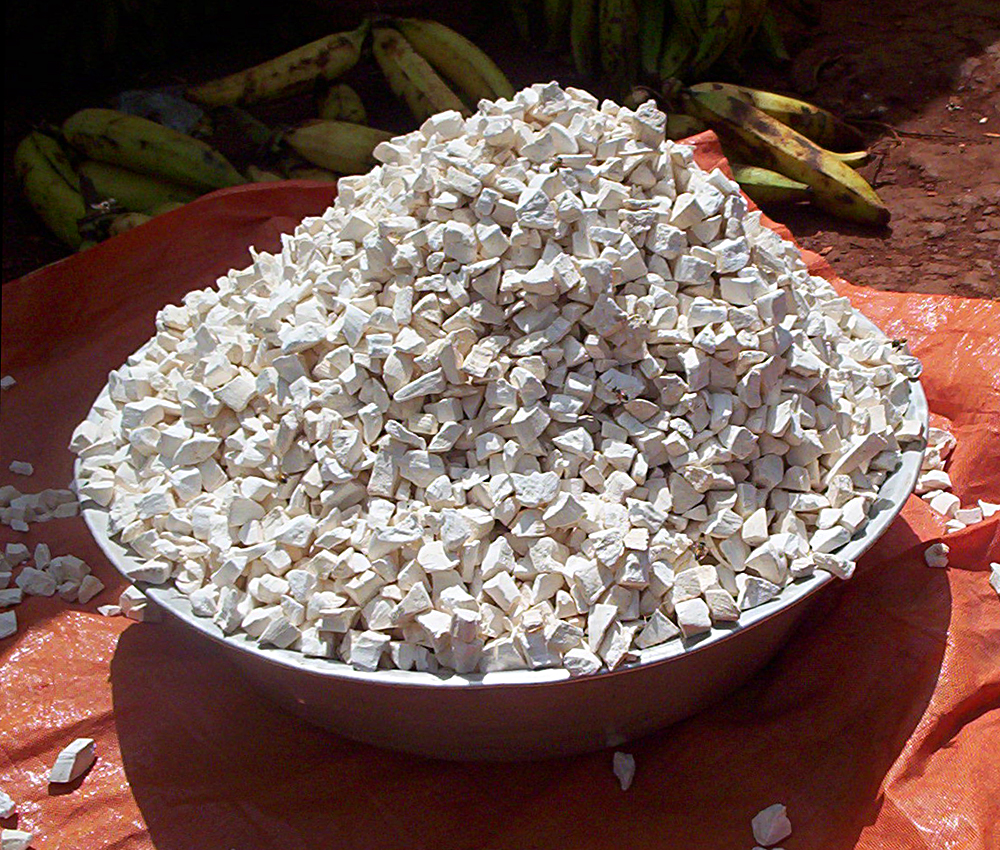
Getrocknete Maniok-Stärke

## Verwendung
Die 30 bis 60 cm langen, in Büscheln beisammenstehenden, milchsaft- und stärkemehlreichen Rhizome enthalten bei einigen Arten Blausäure und sind deshalb giftig. Vergiftungserscheinungen sind Ataxie, Amblyopie. Durch geeignete Behandlung (starke Erhitzung) wird aber die flüchtige Blausäure entfernt, und man erhält dann ein gutes Nahrungsmittel. Maniok hat jedoch einen geringen Gehalt an Protein (nur ca. 1,2 %) und nur sehr wenige essenzielle Aminosäuren. (Gefahr des Kwashiorkor-Syndroms.) Um dem entgegenzuwirken, empfiehlt sich der zusätzliche Verzehr der proteinreichen Maniok-Blätter.
Die Benutzung der Knollen als Nahrungsmittel geht auf die Ureinwohner Südamerikas zurück. Maniok ist auch heute noch ein wichtiges Grundnahrungsmittel in Brasilien, vor allem im Norden und Nordosten des Landes.
Wie viele tropische Nutzpflanzen liefert der Maniokstrauch mit geringem Arbeitsaufwand einen hohen Ertrag.
Die Knollen werden geschält, zerrieben und geraspelt, und dann eingeweicht. Nach einigen Tagen presst man die Masse aus, wäscht sie durch den sogenannten Tipiti und röstet sie in Öfen. Die in der Presse zurückbleibende Masse liefert das Maniok- oder Mandiokamehl (farinha).
Maniok-Mehl kann ähnlich wie Weizenmehl verwendet werden. Menschen mit Allergien gegen Weizen und andere Getreide verwenden deshalb häufig Maniokmehl als Ersatz. Es enthält kein Gluten.
Ein Nebenprodukt der Herstellung von Maniokmehl ist Stärke („polvilho“), welche geröstet und dann „Tapioka“ genannt wird.
In anderen Regionen erhält man nach modifiziertem Verfahren etwas andere Produkte; auch bereitet man aus dem Mehl Kuchen (zum Beispiel die Beijus), die unserm Brot mehr oder weniger ähnlich sind, und auf den Antillen mischt man das Mandiokamehl mit Weizenmehl und backt daraus Brot („conaque“).
Die frische Wurzel benutzt man als Heilmittel bei Geschwüren.
Die Blätter des Maniok werden als Gemüse gegessen. Die Samen aller drei obengenannten Arten wirken purgierend und brechenerregend.
Köstlichkeiten, die in Brasilien aus Maniok hergestellt werden, sind (u. a.) Beiju, Farofa oder Tarubá. Ein vor allem in Peru äußerst beliebtes Gericht ist „Yuca á la Huancaína“, „Yuquitas“ gibt es dort sogar bei allen großen Fastfood-Ketten als Snack.
Maniok wird auch in Zentralafrika (Kamerun, Gabun, Kongo usw.) intensiv und gerne verwendet. Das Mehl (Foufou) wird oft für eine Art Kloßteig verwendet. Die Knolle wird gerne im Dampf oder in Wasser gekocht und nicht selten frittiert.
Maniokblätter sind auch eine sehr beliebte Speise und werden mit Erdnusspaste, Ölpalmenfrüchten oder Kokosmilch zubereitet.
Sehr beliebt (und für europäische Gaumen sehr gewöhnungsbedürftig) sind die in Palmblätter eingewickelten Maniokstangen (Bibolo). Diese werden durch völliges Auswaschen der Stärke aus dem Maniokmehl hergestellt. Diese feste, gummiartige, tranzluzide Substanz wird als Beilage zu Fisch und Fleisch verspeist.